# درین‌کوی (آرتوین)
درین‌کوی (به ترکی استانبولی: Derinköy) یک منطقهٔ مسکونی در ترکیه است که در آرتوین واقع شده‌است. درین‌کوی ۲۱ نفر جمعیت دارد.